# Abduvohid Nematov
Abduvohid Nematov (Yizaj, 20 de marzo de 2001) es un futbolista uzbeko que juega en la demarcación de portero para el FC Nasaf de la Super Liga de Uzbekistán.

## Selección nacional
Tras jugar en varias categorías inferiores de la selección, finalmente hizo su debut con la selección de fútbol de Uzbekistán en un partido amistoso contra Tayikistán que finalizó con un resultado de 2-1 tras los goles de Murod Kholmukhamedov y Shakhzod Ubaydullaev para Uzbekistán, y de Zoir Dzhuraboyev para Tayikistán.

## Clubes
| Club     | País       | Año   | Partidos | Goles |
| -------- | ---------- | ----- | -------- | ----- |
| FC Nasaf | Uzbekistán | 2017- | 84       | 0     |